# هكتور

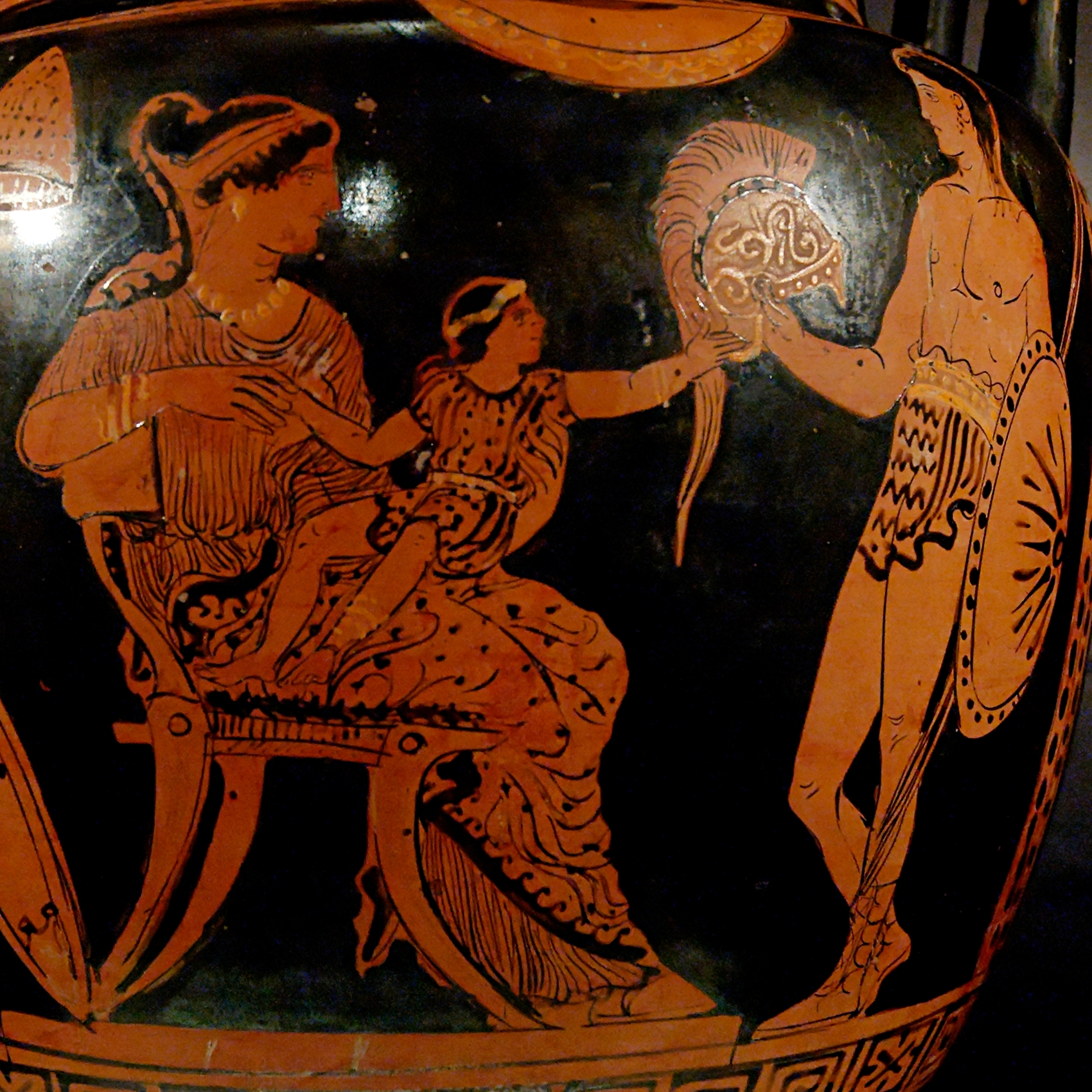
رسم على أنية أثرية تعود إلى ما بين 360 إلى 370 قبل الميلاد يظهر هيكتور حاملا خوذته وبجانبه زوجته وابنه

هكتور أو هكطور (Ἕκτωρ): أمير طروادة وقائد جيشها وأهم أبطالها تصدى لهجمات الإغريق طوال عشر سنوات من حصار طروادة، اشتهر بفروسيته وحنكته وشجاعته ومهارته بترويض الخيول وهو الابن المفضل للملك بريام ملك طروادة وولي عهده وأمه هي هيكوبا وأخ الأمير هيلينوس توأم الأميرة كاساندرا والأمير دوفيوس والأمير بارس الذي تسبب بالحرب المدمرة بسبب خطفه هيلين مينلاوس يعتبر هيكتور أول العظماء التسعة في التاريخ اليوناني القديم ليس فقط بسبب شجاعته الحربية ولكن أيضًا بسبب طبيعته النبيلة حيث اشتهر بنبل أخلاقه

## موقفه من الحرب
هيكتور لم يوافق على الحرب بين بلاده والإغريق وقام بتوبيخ أخيه بارس لأنه عرض بلاده كلها للخطر ورفض القتال ولذلك قام بارس بعد صفقة بينه وبين مينلاوس بأن يتبارزا للموت والمنتصر يفوز ب هيلين وتنتهي الحرب ولكن المبارزة الغير متكافئة بين بارس عديم الخبرة الحربية ومينلاوس الخبير بأمور المبارزة أدت إلى تدخل طرف ثالث هو افروديت التي قامت بإخفاء بارس عن أنظار مينلاوس الذي ادعى النصر ولكن عاجله بانداروس حفيد بريام بسهم من مكان محمي مما أدى إلى اندلاع الحرب مرة أخرى.

## اشتراكه بالحرب
تروي القصة أن جيش طروادة تراجع في إحدى المعارك أمام الإغريق مما توجب على هيكتور أن يخرج ليقود هجوما مضادا فقامت زوجته اندروماك حاملة طفلهما استياناكس بحشر نفسها أمام الباب راجية هيكتور عدم الخروج لمصلحتها هي وابنهما ولكن هيكتور كان يعلم أن طروادة وعرش والده على وشك السقوط وعندها سيكون مصيرهم القاتم القتل أو العبودية في أراض غريبة فأقنعها بكل حنان وود بأنه شخصيا لا يستطيع رفض القتال وأنه لن يموت إلا إذا حانت ساعته، لمعان خوذته البرونزية أخاف ابنه استياناكس وأخذ بالبكاء فقام هيكتور بخلعها واحتضن زوجته وابنهما برقة وأخذ بالصلاة بصوت عال داعيا زيوس أن يحفظهما وأن ينشأ ابنه من بعده قائدا عظيما يفوقه عظمة وشجاعة

## موت بتروكلوس
قاد هيكتور الدفاع عن المدينة طوال عشر سنوات وعندما قرر آخيل عدم متابعة القتال إلى جانب أجاممنون بسبب تصرفاته السيئة مع إحدى السبايا الطرواديات وهي بيرياسيس ابنة عم هيكتور التي وقع آخيل في حبها فما كان من بتروكلوس ابن عم آخيل والمقرب جدا منه بسرقة درعه وخوذته وارتدائهما وشارك في المعركة ليرفع من عزيمة الإغريق عندما شاهدهم يتقهقرون أمام هيكتور، اتجه هيكتور إليه وقتله ظنا منه أنه يقتل آخيل

## انتقام آخيل
عندما وصل الخبر لآخيل ثار جنونه وقرر أن لا يدفن باتروكس قبل أن يقتل هيكتور وهو ماحدث حيث اندفع يحصد الطرواديين شاقا طريقه للوصول إلى هيكتور، ووجد هيكتور نفسه وحيدا أمامه فسيطر عليه الهلع عندما رأى غضبه وحاول تهدئة آخيل الذي أتى إلى أسوار المدينة وعندها سيطر هيكتور على خوفه وقرر مواجهة آخيل بمساعدة أخيه دوفيوس الذي كان يعتبر ثالثهم بالأهمية بعده وبعد بارس ولكن آثينا قامت بجعل دوفيوس غير مرئي من قبل هيكتور وعندها طلب هيكتور من آخيل أن يعيد جثته إلى بريام لتدفن بالطريقة الملائمة ويقبل بأي صفقة يعرضها عليه ولكن آخيل رفض ذلك ورماه برمحه وتمكن هيكتور من تفاديه ولكن آثينا أعادت الرمح إلى يد آخيل دون أن يلاحظ هيكتور الذي رمى برمحه على آخيل وتمكن من إصابة درعه دون أن يؤثر به وعندما التفت إلى أخيه دوفيوس المفترض أنه يسانده ليأخذ منه رمحا آخر لم يجده وعندها أيقن أن ساعته حانت وأن الآلهة كلها اختارت مساندة آخيل ولكن كمحارب حتى النهاية قرر هيكتور أن يسقط في ساحة القتال بشجاعة مدركا أن التاريخ سيتحدث عن شجاعته لسنوات فاستل سلاحه الأخير سيفه متحديا آخيل الذي لاحظ نقطة ضعف قاتلة في درع هيكتور عبارة عن شق صغير في منطقة العنق فقام بطعنه من خلالها برمحه ليسقط هيكتور ويموت موتا بطيئا ويتوسل لآخيل أن لا يمثل بجثته ولكن آخيل الغاضب لم يعير توسلاته أي اهتمام وأخذ يشرح له ماسيفعله بجثته وعند لحظته الأخيرة وعد هيكتور آخيل بأن بارس وأبولو سينتقمان منه

## موت هكتور

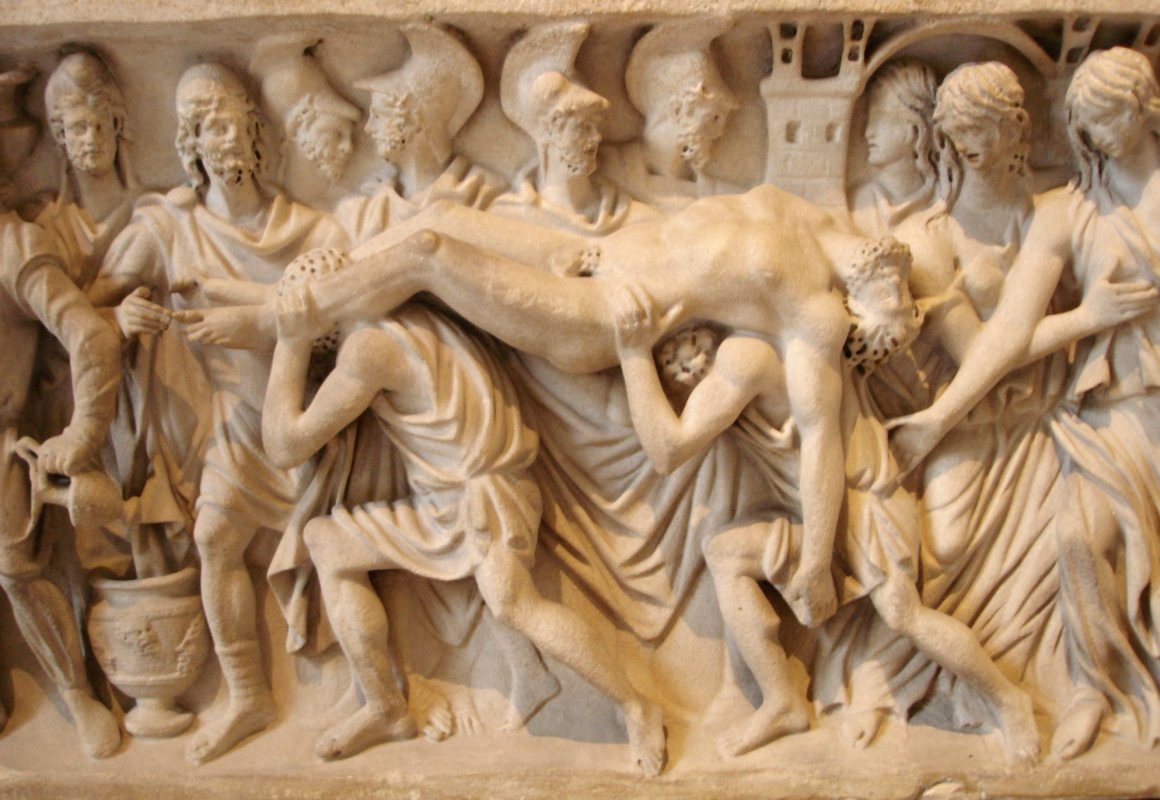
جزء من منحوتة رومانية قديمة تصور فجيعة أهل طروادة عند إعادة جثة هيكتور إلى طروادة

مات هكتور وقام آخيل بأخذ حبل أجاكس وربط به أقدام هيكتور إلى عربته ليقوم بالدوران به حول أسوار طروادة أمام مرأى أعين أهلها المذهولين دون أن يجرؤ أحد على تخليص جثة أميرهم منه وأخذ الجثة إلى معسكره وأبقاها لمدة اثني عشر يوم حتى جاءته الآلهة طالبة منه أن يفعل الشيء الصحيح للجثة ويسلمها لوالد هيكتور الملك بريام الذي عرف بأن آخيل سيسلمه الجثة فقام بتغطية نفسه بمادة سحرية تجعل أي شخص يراه ينام فورا حتى يضمن سلامته ثم ذهب إلى معسكر الإغريق حيث استلم الجثة من آخيل وعاد ليقيم له مراسم الدفن اللائقة في ذلك العصر حيث ندبه كل أهل طروادة بما فيهم هيلين التي ندبت البطل الذي قدم حياته لحمايتها وحماية بلده وعرف الأمير بعد ذلك بأمير طروادة مروض الخيول
بعد موت هيكتور فقدت طروادة قائدها المحنك ما أدى إلى سقوطها بيد الإغريق بخدعة الحصان المعروفة حصان طروادة وقام أجاممنون بقتل الملك بريام بدون رحمة ليقتل بدوره على يد ابنة عم هيكتور بيرياسيس لتفر مع زوجة هكتور وابنه وبعض المقربين ومنهم الأمير هيلينوس وهيلين والأمير بارس الذي قتل آخيل انتقاما بأن أصابه بسهم في عقبه ثم أجهز عليه وتبدأ رحلة البحث عن الأرض الجديدة التي سوف تؤسس بها مدينة روما حيث يتيه الجميع مدة طويلة إلى أن يصلوا للمكان المنشود.